# 福田正博
福田正博（1966年12月27日—），已退役日本足球運動員，司職前鋒，前日本國家足球隊成員。

## 俱樂部生涯
在完成高中的课程后，福田于1989年加入了三菱重工業足球部，当时球队只是在日本足球联赛次级联赛比赛的球队。当时福田已经在其足球生涯的第一季入36球，并为球队取得乙组联赛的冠军，亦取得了升级的资格。
其后福田宣布正式成为职业足球员。在1993年6月9日对鹿岛鹿角的比赛中，福田打入了他和浦和红钻在日职联赛的第一球。
1995年赛季，福田攻入了32球，令到他一连夺得多个大奖，包括亚洲足协每月最佳球员、日职联赛神射手及日职联赛最佳11人。
1998年赛季，浦和红钻排名至降级区。在最后一场比赛，当时球队必须在90分钟内击败对手，才能成功保级。而日职联赛亦有特别规例订明法定时间过后，球队须要进行加时赛，直至互射点球以分出胜负。可是球队保级失败，福田也在加时阶段打入了入球。
福田在2002年赛季完成后退休，他整个足球生涯都效力浦和红钻。在2003年赛季前，球队在埼玉2002体育场为他举行告别纪念赛，并有超过50000球迷入场送别。
福田在退休后成名一名专业的足球评述员和杂志和节目的专栏作家。2007年，他亦曾经发行过一本关于自己的足球生涯的自传。

## 國家隊生涯
福田曾经于1990年至1995年其间代表日本国家足球队上阵45次并射入了9球。他的第一场国际赛是1990年7月27日于北京参加1990年东亚足球锦标赛对阵韩国的比赛。他在1992年8月24日参加1992年东亚足球锦标赛时打入了他第一球的国际赛入球。
福田是日本国家足球队夺得1992年亚洲杯的其中一名成员。他在赛事中上阵了4场并在对中国时攻进了一球。

## 獎項

### 個人獎項
- 日本職業足球聯賽神射手: 1995年
- 日本職業足球聯賽最佳11人: 1995年
- 亞洲足協每月最佳球員: 1995年11月

### 球隊獎項
- 亞洲盃冠軍: 1992年

## 外部連結
- 福田正博官方網頁 (日文)
- 福田正博 – FIFA國際賽競賽紀錄 (存檔)
- 福田正博在 National-Football-Teams.com 上的出场纪录
- Japan National Football Team Database （页面存档备份，存于）
- 日本職業足球聯賽中的福田正博 （日語）
- Fukuda Masahiro Official Website（日語）
- 福田正博統計數字
- 福田正博資料
- 日本國家足球隊 （页面存档备份，存于）